# مریم بربط
مریم بربط (زاده ۱۴ خرداد ۱۳۷۸ در همدان) جودوکار زن اهل ایران است. او که عضو تیم ملی جودو زنان ایران است، همزمان در رشته بدنسازی هم فعالیت دارد و در قامت مربی و بازیکن جودو کارش را پیش می‌برد. بربط زیرنظر پدرش کار خود را در رشته جودو آغاز کرد و توانست در عرصه مسابقات آسیایی افتخارآفرینی کند.
او که سابقه قهرمانی در تیم‌های ملی نوجوانان و جوانان جودو ایران را در کارنامه‌اش دارد، یکی از اعضای کاروان ورزش ایران در بازی‌های آسیایی هانگژو بود و توانست در این تورنمنت به عنوان هفتم دست پیدا کند.
بربط در بین جودوکاران رده جوانان، رنکینگ ۸ جهان را در اختیار داشت و در حال حاضر، رنکینگ ۱۰۲ جهان را در بین جودوکاران بزرگسال در اختیار دارد. مریم بربط با کسب مدال نقره در مسابقات قهرمانی آسیا و اقیانوسیه در سال ۲۰۱۹، توانست در رده سنی جوانان تاریخ‌سازی کند و اولین مدال را در این تورنمنت برای جودو زنان ایران به‌دست‌آورد.

## افتخارات
- مدال نقره مسابقات نوجوانان قهرمانی آسیا (هندوستان ۲۰۱۶)[۹][۱۰][۱۱]
- مدال برنز مسابقات جوانان قهرمانی آسیا (قرقیزستان ۲۰۱۷)
- مدال برنز مسابقات جوانان کاپ آزاد آسیا (ازبکستان ۲۰۱۸)[۱۲]
- مدال برنز مسابقات قهرمانی آسیا (لبنان ۲۰۱۸)
- مدال نقره مسابقات قهرمانی آسیا و اقیانوسیه (چین تایپه ۲۰۱۹)[۱۳][۱۴]
- مدال نقره مسابقات بین‌المللی نوروزگاه (ایران ۲۰۲۳)[۱۵][۱۶]
- مقام هفتم بازی‌های آسیایی هانگژو (چین ۲۰۲۲)[۱۷][۱۸][۱۹][۲۰][۲۱][۲۲][۲۳]